# 원미연의 가요본색
원미연의 가요본색은 TBN 교통방송에서 주말 밤 8시부터 9시 55분까지 방송된 라디오 성인가요, 연예오락 프로그램이다. 진행자는 가수 원미연이다.

## 프로그램 소개
- 주말 저녁 감성 충전 음악 여행, 함께 가요 원미연의 가요본색은 여러분과 함께 만들어가는 고품격 음악방송입니다.